# سورة البروج
سورة البروج هي سورة مكية، من المفصل، آياتها 22، وترتيبها في المصحف 85، في الجزء الثلاثين، بدأت بأسلوب قسم ﴿وَالسَّمَاءِ ذَاتِ الْبُرُوجِ ۝١﴾ [البروج:1]، ذكر فيها قصة أصحاب الأخدود، نزلت بعد سورة الشمس.

## مقصد السورة
جاءت تسلية للنبي صلى الله عليه وسلم وللمؤمنين وتشجيعا لهم على تحملهم أذى قومهم، ثم ضربت لهم الأمثال بأصحاب الأخدود، وفرعون وثمود. وتخلل ذلك ما به تقر نفوس المؤمنين ببيان نهاية الكفار، ونهاية المؤمنين، على أنها لم تغفل ذكر القرآن في نهايتها.

## محتويات السورة

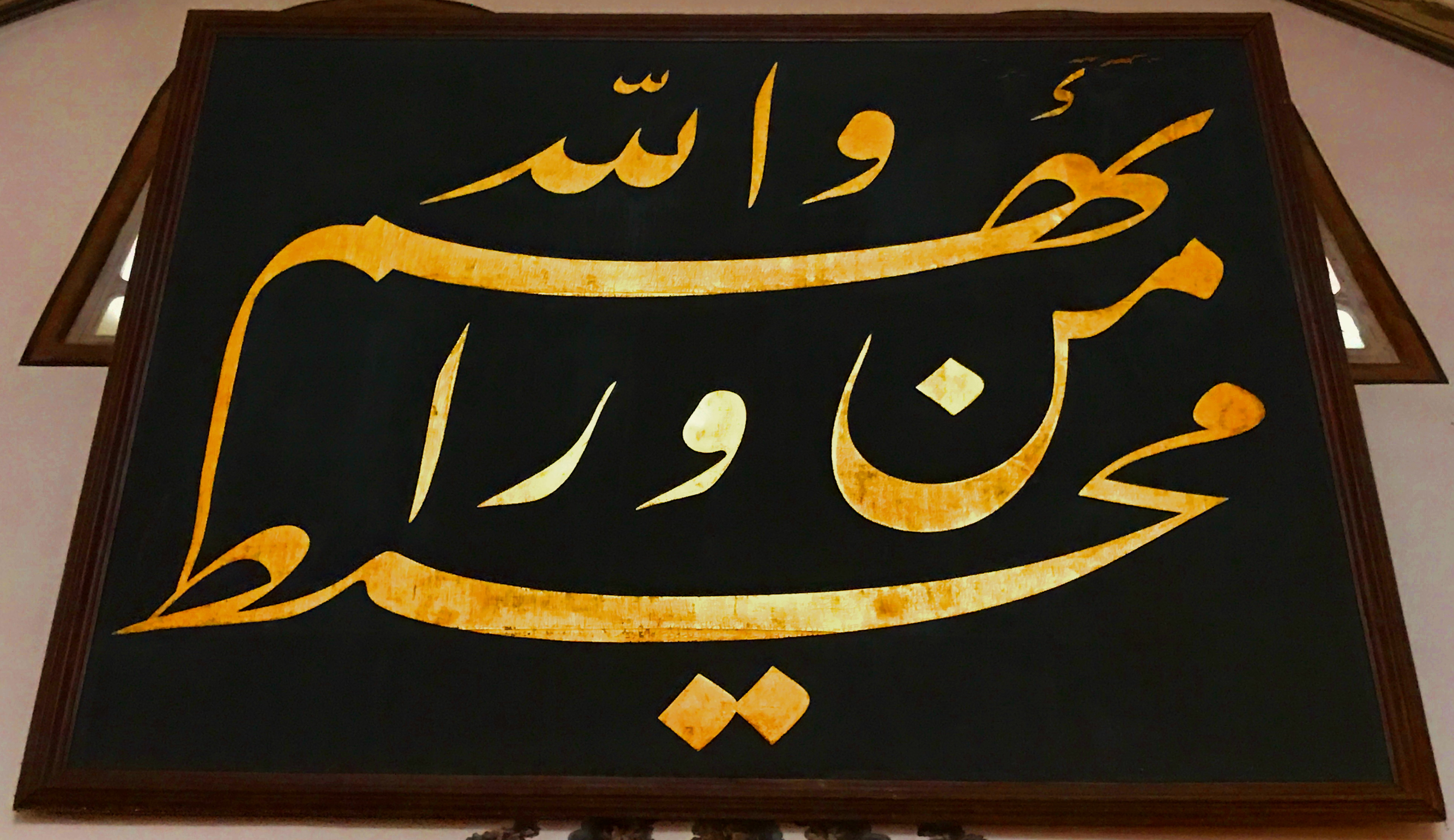
كتابات بالخط العربي في مسجد أولو جامع الذي أمر ببنائه السلطان العثماني بايزيد الأول عام 1399م بمدينة «بورصا» بتركيا «وَاللَّهُ مِن وَرَائِهِم مُّحِيطٌ» سورة البروج - الآية 21.

أَولى الأقوال في البروج بالصواب: أَن يقال: معنى ذلك: أبراج السماء.
هذه السورة القصيرة تعرض، حقائق العقيدة، وقواعد التصور الإيماني.أموراً عظيمة وتشع حولها أضواء قوية بعيدة المدى، وراء المعاني والحقائق المباشرة التي تعبر عنها نصوصها حتى لتكاد كل آية – وأحياناً كل كلمة في الآية – أن تفتح كوة على عالم مترامي الأطراف من الحقائق.
والموضوع المباشر الذي تتحدث عنه هو حادث أصحاب الأخدود. والموضوع هو أن فئة من المؤمنين السابقين على الإسلام – قيل إنهم من النصارى الموحدين – ابتلوا بأعداء لهم طغاة قساة، أرادوهم على ترك عقيدتهم والارتداد عن دينهم، فأبوا وتمسكوا بعقيدتهم. فشق الطغاة لهم شقاً في الأرض. وأوقدوا فيه النار وكبوا فيه جماعة المؤمنين فماتوا حرقاً، على مرأى من الجموع التي حشدها المتسلطون لتشهد مصرع الفئة المؤمنة. ولكي يتلهى الطغاة بمشهد الحريق، حريق الآدميين المؤمنين﴿وَمَا نَقَمُوا مِنْهُمْ إِلَّا أَنْ يُؤْمِنُوا بِاللَّهِ الْعَزِيزِ الْحَمِيدِ ۝٨﴾.
تبدأ السورة بقسم ﴿وَالسَّمَاءِ ذَاتِ الْبُرُوجِ ۝١ وَالْيَوْمِ الْمَوْعُودِ ۝٢ وَشَاهِدٍ وَمَشْهُودٍ ۝٣ قُتِلَ أَصْحَابُ الْأُخْدُودِ ۝٤﴾ [البروج:1–4] فتربط بين السماء وما فيها من بروج هائلة، واليوم الموعود وأحداثه الضخام، والحشود التي تشهده والأحداث المشهودة فيه. تربط بين هذا كله وبين الحادث ونقمة السماء على أصحابه البغاة.
ثم تعرض المشهد المفجع في لمحات خاطفة، تودع المشاعر بشاعة الحادث بدون تفصيل ولا تطويل. مع التلميح إلى عظمة العقيدة التي تعالت على فتنة الناس مع شدتها وانتصرت على النار والحياة ذاتها، وارتفعت إلى الأوج الذي يشرف الإنسان في أجياله جميعاً. والتلميح إلى بشاعة الفعلة وما يكمن فيها من بغي وشر، إلى جانب الارتفاع والبراءة والتطهر من جانب المؤمنين:﴿النَّارِ ذَاتِ الْوَقُودِ ۝٥ إِذْ هُمْ عَلَيْهَا قُعُودٌ ۝٦ وَهُمْ عَلَى مَا يَفْعَلُونَ بِالْمُؤْمِنِينَ شُهُودٌ ۝٧﴾ [البروج:5–7].
بعد ذلك تجيء التعقيبات المتوالية القصيرة متضمنة تلك الأمور العظيمة في شأن الدعوة والعقيدة والتصور الايماني الأصيل:
إشارة إلى ملك الله في السماوات والأرض وشهادته وحضوره الله لكل ما يقع في السماوات والأرض: الله﴿الَّذِي لَهُ مُلْكُ السَّمَاوَاتِ وَالْأَرْضِ وَاللَّهُ عَلَى كُلِّ شَيْءٍ شَهِيدٌ ۝٩﴾ [البروج:9]
وإشارة إلى عذاب جهنم وعذاب الحريق الذي ينتظر الطغاة، وإلى نعيم الجنة. ذلك الفوز الكبير. الذي ينتظر المؤمنين الذين اختاروا عقيدتهم على الحياة، وارتفعوا على فتنة النار والحريق ﴿إِنَّ الَّذِينَ فَتَنُوا الْمُؤْمِنِينَ وَالْمُؤْمِنَاتِ ثُمَّ لَمْ يَتُوبُوا فَلَهُمْ عَذَابُ جَهَنَّمَ وَلَهُمْ عَذَابُ الْحَرِيقِ ۝١٠ إِنَّ الَّذِينَ آمَنُوا وَعَمِلُوا الصَّالِحَاتِ لَهُمْ جَنَّاتٌ تَجْرِي مِنْ تَحْتِهَا الْأَنْهَارُ ذَلِكَ الْفَوْزُ الْكَبِيرُ ۝١١﴾ [البروج:10–11]
وتلويح ببطش الله الشديد، الذي يبدئ ويعيد ﴿إِنَّ بَطْشَ رَبِّكَ لَشَدِيدٌ ۝١٢﴾ [البروج:12]. وهي حقيقة تتصل اتصالا مباشرأًبالحياة التي أزهقت في الحادث، وتلقي وراء الحادث إشعاعات بعيدة.
وبعد ذلك بعض صفات الله. وكل صفة منها تعني أمراً.
﴿وَهُوَ الْغَفُورُ الْوَدُودُ ۝١٤﴾ [البروج:14] الغفور للتائبين من الإثم مهما عظم وبشع. الودود لعباده الذين يختارونه على كل شيء. والود هو البلسم المريح لمثل تلك القروح !
﴿ذُو الْعَرْشِ الْمَجِيدُ ۝١٥ فَعَّالٌ لِمَا يُرِيدُ ۝١٦﴾ [البروج:15–16]. وهي صفات تصور الهيمنة المطلقة، والإرادة المطلقة والقدرة المطلقة.وكلها ذات اتصال بالحادث. كما أنها تطلق وراءه إشعاعات بعيدة الآماد.
ثم إشارة سريعة إلى سوابق من أخذه للطغاة، وهم مدججون بالسلاح * ﴿هَلْ أَتَاكَ حَدِيثُ الْجُنُودِ ۝١٧﴾ [البروج:17]؟ وهما مصرعان متنوعان في طبيعتهما وآثارهما. ووراءهما – مع حادث الأخدود – إشعاعات كثيرة.
وفي الختام يقرر شأن الذين كفروا وإحاطة الله بهم وهم لايشعرون: ﴿بَلِ الَّذِينَ كَفَرُوا فِي تَكْذِيبٍ ۝١٩ وَاللَّهُ مِنْ وَرَائِهِمْ مُحِيطٌ ۝٢٠﴾ [البروج:19–20].
ويقرر حقيقة القرآن، وثبات أصله وحياطته: ﴿بَلْ هُوَ قُرْآنٌ مَجِيدٌ ۝٢١ فِي لَوْحٍ مَحْفُوظٍ ۝٢٢﴾ [البروج:21–22]. مما يوحي بأن ما يقرره هو القول الفصل والمرجع الأخير، في كل الأمور.

## وصلات خارجية
- سورة البروج بقراءة مشاري بن راشد العفاسي
- سورة البروج: تجويد-تفسير - موقع Altafsir.com